# Yank Rachell
James 'Yank' Rachell (Brownsville, 16 maart 1910 – Indianapolis, 9 april 1997) was een Amerikaanse bluesmandolinist.

## Biografie
Yank Rachells eerste ontmoeting met de mandoline is een van de grootste blueslegenden. De achtjarige kreeg van zijn moeder een varken toevertrouwd, dat in de herfst zou worden geslacht. Hij ruilde het varken voor een mandoline, die hij had gehoord en die hij absoluut wilde hebben. Zijn boze moeder zou hebben gezegd: Als wij allen in de volgende herfst varkensvlees eten, dan kun jij je mandoline opeten.
Rachel leerde zich het spel op de mandoline zelf. Hambone Willie Newborn, die in 1929 als eerste Rollin' And Tumblin opnam, gaf hem de laatste 'finishing touch'. Beiden traden samen op in de omgeving van Brownsville, waar Rachell ook de gitarist Sleepy John Estes ontmoette, die zijn langjarige partner zou worden.
Rachell en Estes formeerden met de jug-speler Hammie Nixon een jugband-trio, dat midden jaren 1920 arriveerde in Memphis. Hier waren Rachell en Estes later met de pianist Jab Jones en de Three J's Jug Band een van de succesvolle muziekbands van de Beale Street. Vanaf 1929 maakten ze enkele opnamen, waarvan vooral Divin' Duck Blues succesvol was.
Met de depressie kwam een einde aan het Memphis-bluescircuit en ging Rachell terug naar Brownsville, waar hij trouwde en voor de spoorwegen ging werken. In de weekends maakte hij verder muziek. Het was bij zo'n gelegenheid dat hij Sonny Boy Williamson II ontmoette, met wie hij vanaf dan vaak samen speelde. In 1938 gingen beiden naar Chicago om daar opnamen te maken. Hun samenwerking eindigde pas in 1948 met het overlijden van Williamson.
Rachell verhuisde naar St. Louis en in 1958 dan naar Indianapolis. Begin jaren 1960 volgde een bluesrevival, in wiens zog ook Rachell, Estes en Nixon weer samen optraden. Kort voor zijn overlijden in 1997 nam Rachell zijn laatste album Too Hot For The Devil (1996) op, waarmee het tijdsverloop tussen zijn eerste en laatste opnamen 67 jaar behelsde.
Yank Rachell had een niet onbelangrijke invloed op andere muzikanten. Tot de songs van Rachell, die later door andere muzikanten weer opgenomen werden, tellen o.a. Loudella Blues (een hit voor Jimmy Rogers) en Gravel Road Woman (waaruit Blind Boy Fuller I Don't Want No Skinny Woman maakte). En de Divin' Duck Blues telt als bluesklassieker van de eerste orde.

## Overlijden
Yank Rachell overleed in april 1997 op 87-jarige leeftijd

## Discografie
- 1964: Yank Rachell
- ????: Chicago Style
- ????: Mandolin Blues
- 1986: Blues Mandolin Man
- 1995: Pig Trader Blues (met David Morgan)
- 1996: Too Hot For The Devil (met Allen Statyner en Pat Webb)
- ????: James 'Yank' Rachell, Volume 1 und 2